# Agostino Fonduli

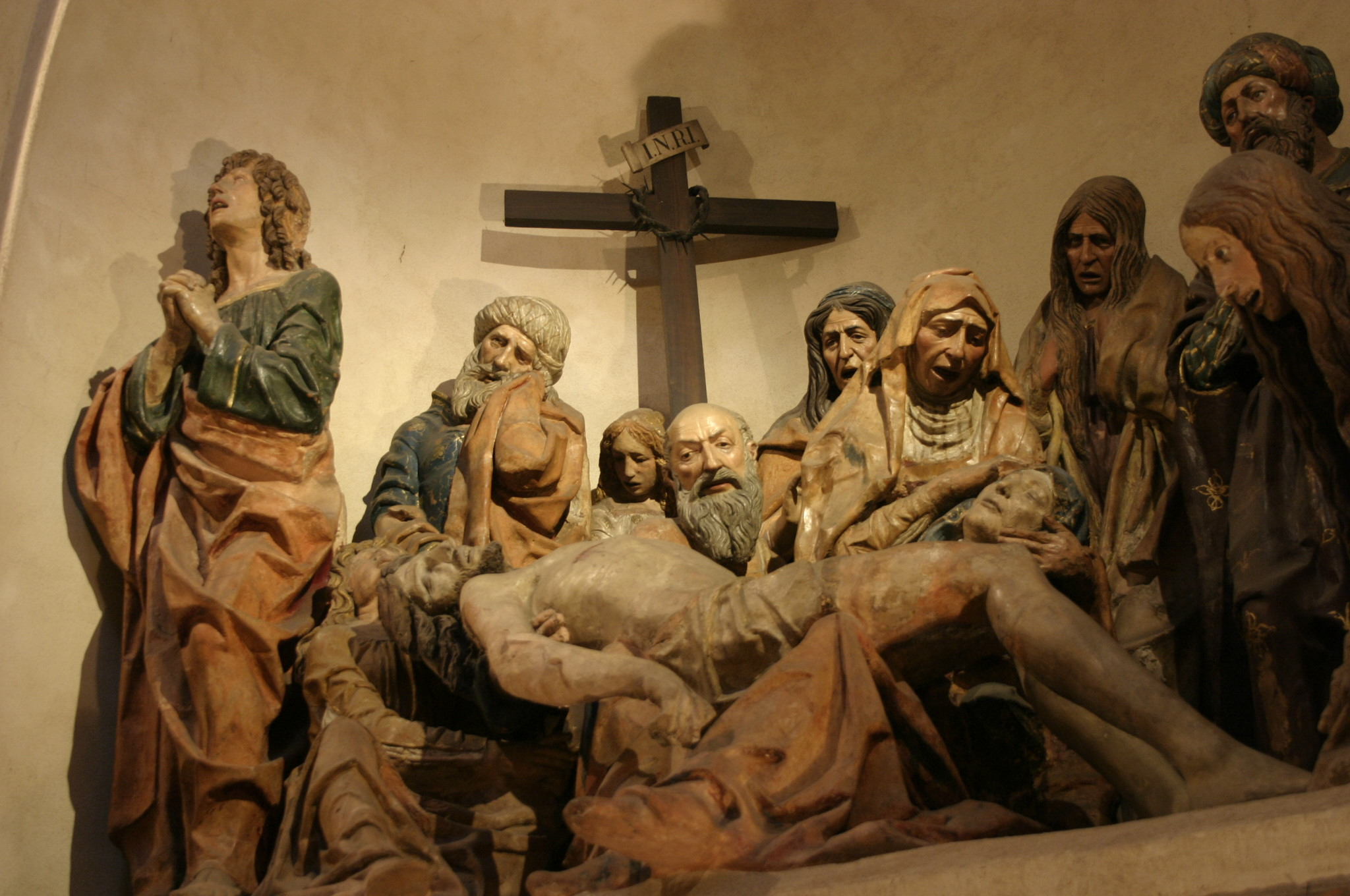
Compianto sul Cristo morto, Milano, chiesa di Santa Maria presso San Satiro

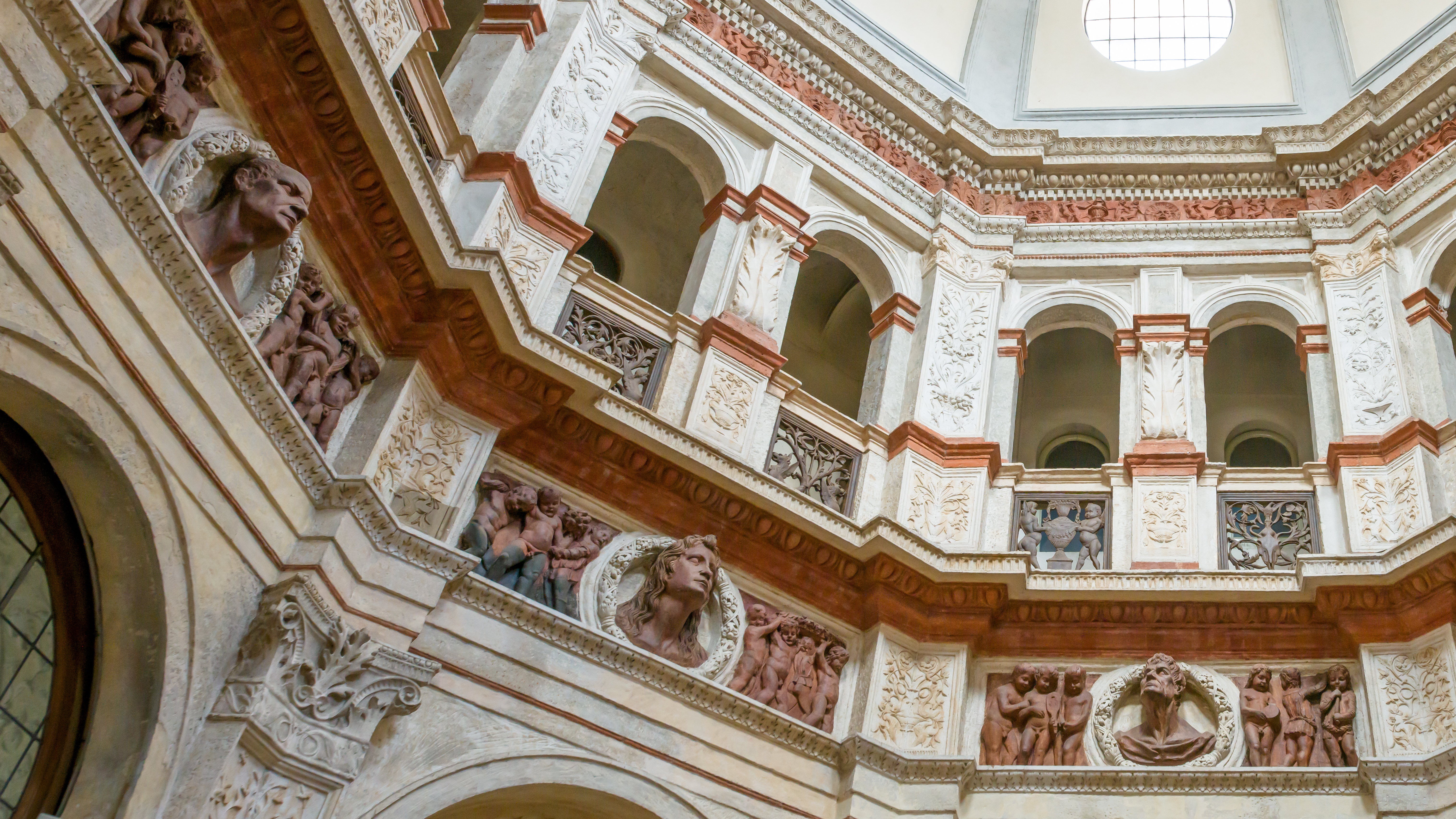
Fregio di teste di profeti e putti, Milano - Battistero della Chiesa di S. Maria presso S. Satiro

Agostino Fonduli (o de Fondulis, de Fondulio, de Fondutis o de Fonduti) (XV secolo) è stato uno scultore e architetto italiano attivo in Lombardia tra gli ultimi decenni del XV e l'inizio del XVI secolo.

## Biografia
Nacque verosimilmente a Crema ove si hanno notizie della bottega dei De Fondutis, prima del loro trasferimento a Padova, città dove era vivo l'eco di Donatello e di Mantegna. In virtù di questa permanenza nella città veneta, i contemporanei chiamarono Agostino de Fondutis "il Padovanino". I legami stilistici col Mantegna fanno supporre un periodo di suo possibile soggiorno a Mantova.
Si hanno notizie della sua attività tra il 1483 e il 1522.
Nel 1483 la sua fama di plasticatore doveva già essere diffusa, dal momento che Agostino venne chiamato a Milano, nella chiesa di Santa Maria presso San Satiro (che l'Amadeo stava ristrutturando), per realizzare il gruppo in terracotta raffigurante il Compianto sul Cristo morto tuttora in sito, che riecheggia in diverse figure la celbre incisione di Mantagna dal medesimo soggetto. Pochi anni dopo, su sollecitazione del Bramante, gli fu affidata la decorazione in cotto della nuova sacrestia, con un fregio di teste di profeti e di putti e un altro di centauri. L'apparato decorativo comprendeva anche 36 figure in terracotta all'esterno (rimosse nel XVIII secolo).
La elevata qualità artistica delle opere realizzate in Santa Maria presso San Satiro valsero al De Fondutis ulteriore notorietà: grazie alla collaborazione con l'Amadeo, gli furono in seguito allogate notevoli commesse, come le statue degli Apostoli per le nicchie del tamburo di Santa Maria presso San Celso a Milano (1502, perdute).

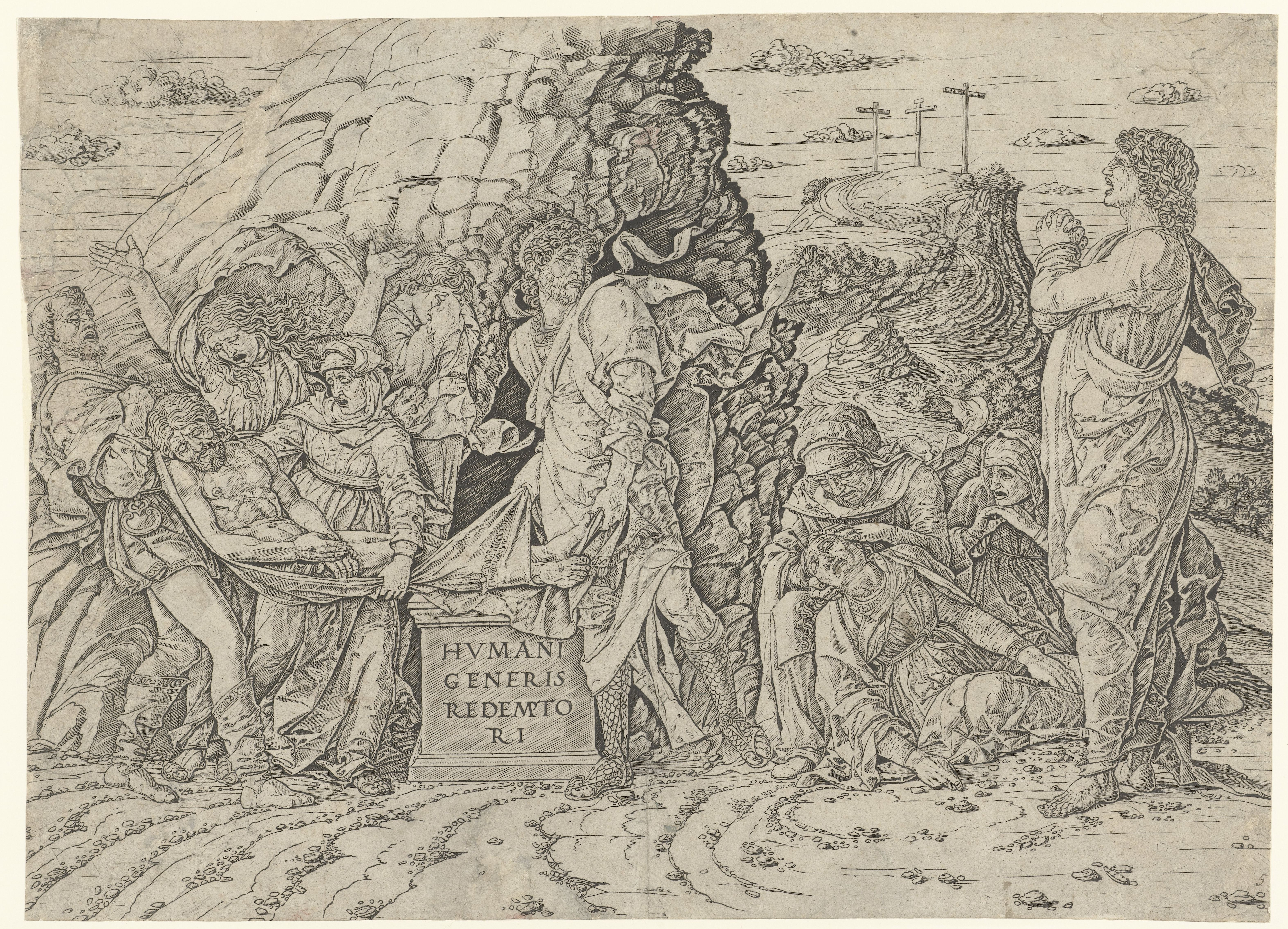
Andrea Mantegna, seppellimento di Cristo, incisione

Agostino apprese molto dal Bramante e dall'Amadeo tanto da poter assumere incarichi anche come architetto; acquisì in particolare quei modi stilistici, colti e classicheggianti, che poi si sarebbero diffusi ampiamente in Lombardia, pur innestandosi su tradizionali linguaggi compositivi (a cominciare dalla predilezione per le decorazioni in cotto).

Assieme a Giovanni Battaglio da Lodi assunse, nel 1484, l'incarico per la fabbrica e la decorazione del palazzo Landi a Piacenza.
Progetti di altre opere architettoniche eseguiti dal De Fondulis sono il Santuario di Santa Maria della Misericordia di Castelleone (1513) e la Parrocchiale della stessa città (1517) e l'ex chiesa di Santo Spirito e Santa Maddalena a Crema (qui Agostino realizzò anche un altro Compianto, da identificare con ogni probabilità con il gruppo fittile ospitato ora nella Pieve di Palazzo Pignano)

## Opere[2]
- Compianto sul Cristo morto,  fregio a busti e putti per la sagrestia, 36 figure in cotto per il tiburio della cupola (perdute), Milano, chiesa di Santa Maria presso San Satiro, 1483
- ornamentazione in cotto nel palazzo Landi di Piacenza, 1486
- busti in cotto delle cappelle, Tempio Civico della Beata Vergine Incoronata, Lodi
- modello per la chiesa di S. Benedetto a Crema 1490
- ornamentazione in cotto di palazzo Alfieri e palazzo Vimercati a Crema 1499
- Compianto sul Cristo morto, per la chiesetta di S. Maria Maddalena annessa all'ospedale di S. Spirito a Crema, attualmente conservata nella pieve di S. Martino a Palazzo Pignano
- Ancona in cotto per l'altare di S. Marco in duomo a Crema,  (perduta) 1513
- Maddalena, San Giovanni Evangelista e la Vergine svenuta fra le pie donne, parte del Compianto di terracotta della Chiesa di San Sepolcro (Milano)[1]

## Galleria d'immagini

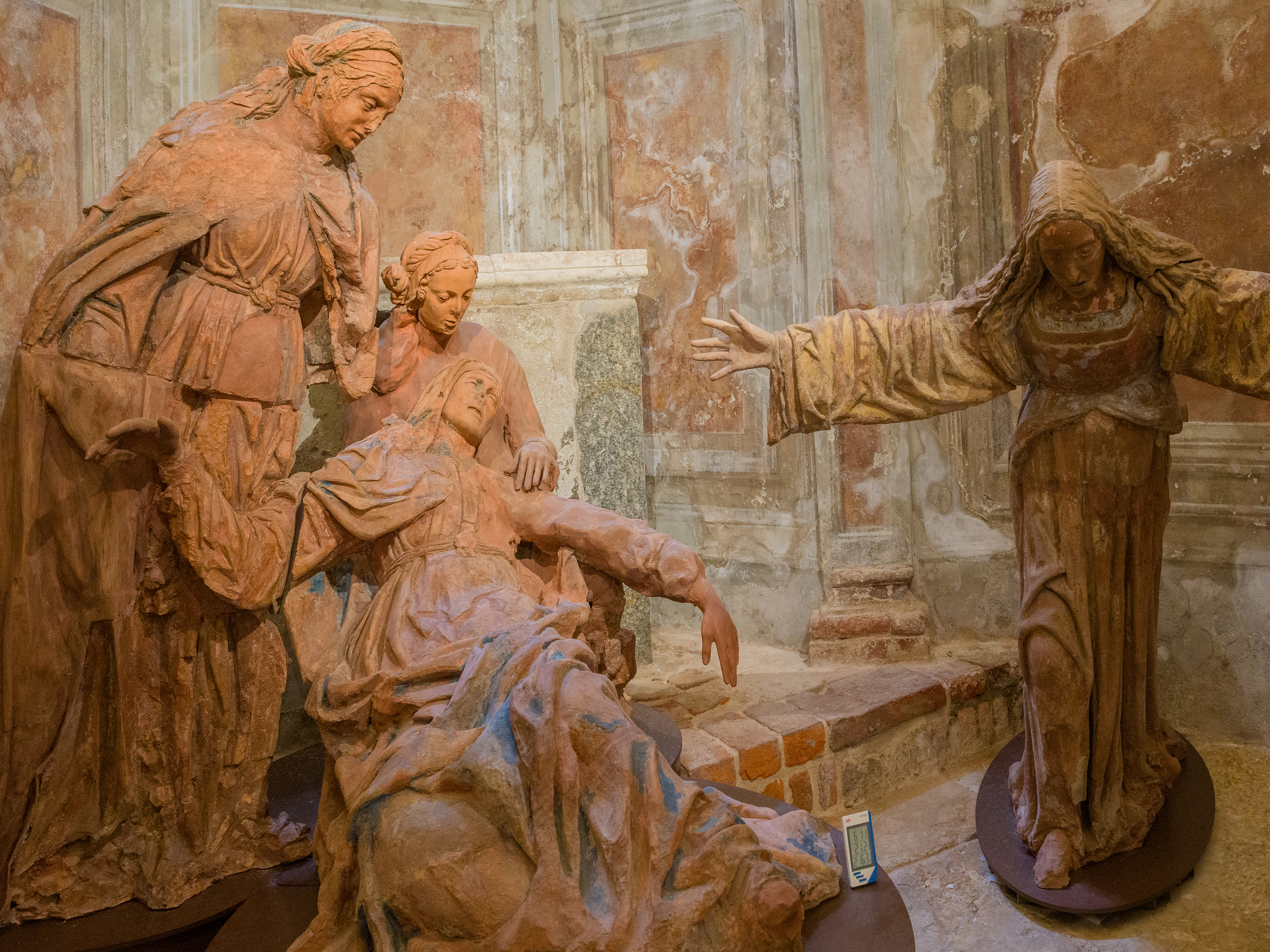
Vergine svenuta fra le pie donne, Compianto di terracotta della Chiesa di San Sepolcro (Milano)
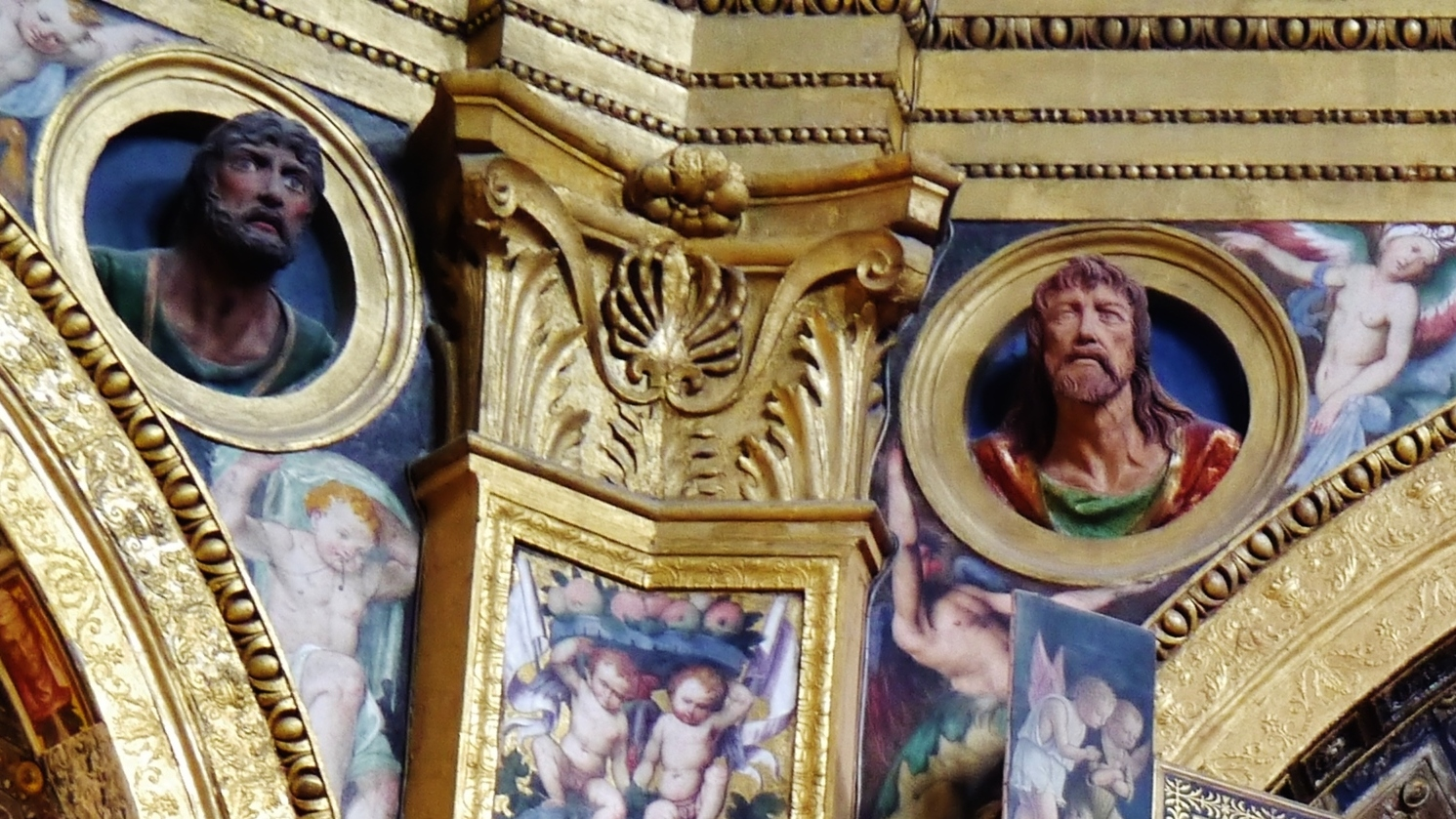
busti in cotto, Tempio Civico della Beata Vergine Incoronata, Lodi
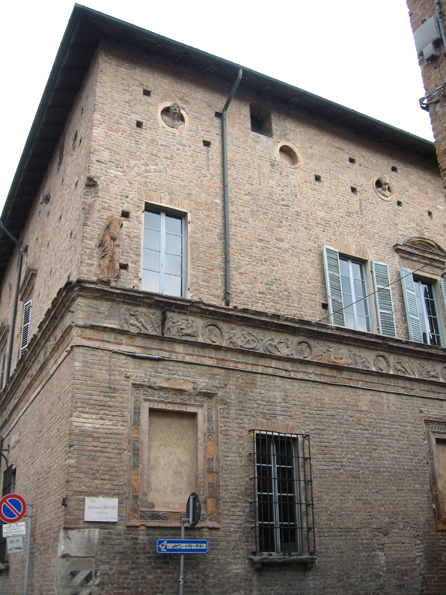
Palazzo Landi (Piacenza)
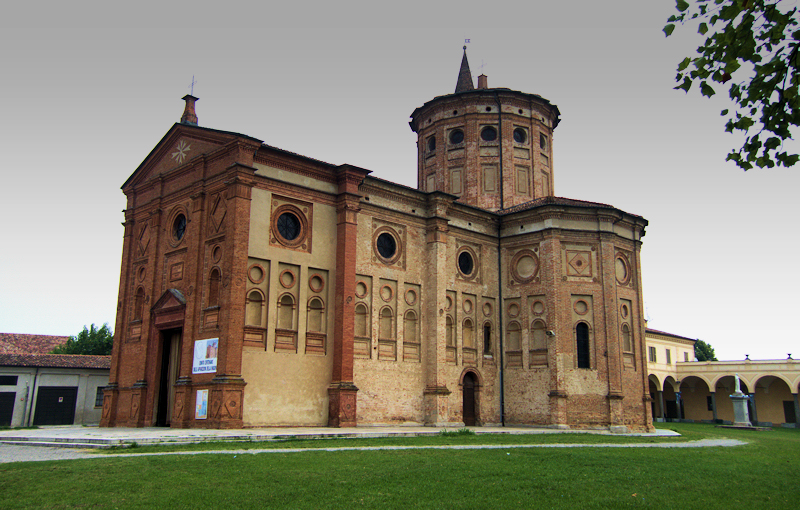
santuario della Misericordia a Castelleone (1513)